# Dittatura di Garibaldi
La Dittatura di Garibaldi (o Dittatura garibaldina della Sicilia) fu l'esecutivo che Giuseppe Garibaldi, dopo lo sbarco a Marsala durante la spedizione dei Mille, nominò il 17 maggio 1860 per governare il territorio della Sicilia strappato ai Borbone delle Due Sicilie, dopo essersi proclamato dittatore in nome di Vittorio Emanuele. 
Essa fu succeduta, il 2 dicembre 1860, dalla Luogotenenza generale del re per le provincie siciliane, la quale terminò il 5 gennaio 1862.

## Storia

### La proclamazione
Il 14 maggio 1860 a Salemi  Garibaldi dichiarò di assumere la dittatura della Sicilia "nel nome di Vittorio Emanuele, re d'Italia". Tutta l'iniziativa garibaldina si mosse sotto il motto "Italia e Vittorio Emanuele"; questa frase e l'istituzione della dittatura a nome del Re indicano che Garibaldi aveva compreso che il successo della spedizione sarebbe stato facilitato dal mantenimento di rapporti con il Regno di Sardegna e dal mostrare di non voler provocare sovversioni dell'ordine sociale tali da preoccupare le nazioni europee e la borghesia meridionale.

### La formazione del governo

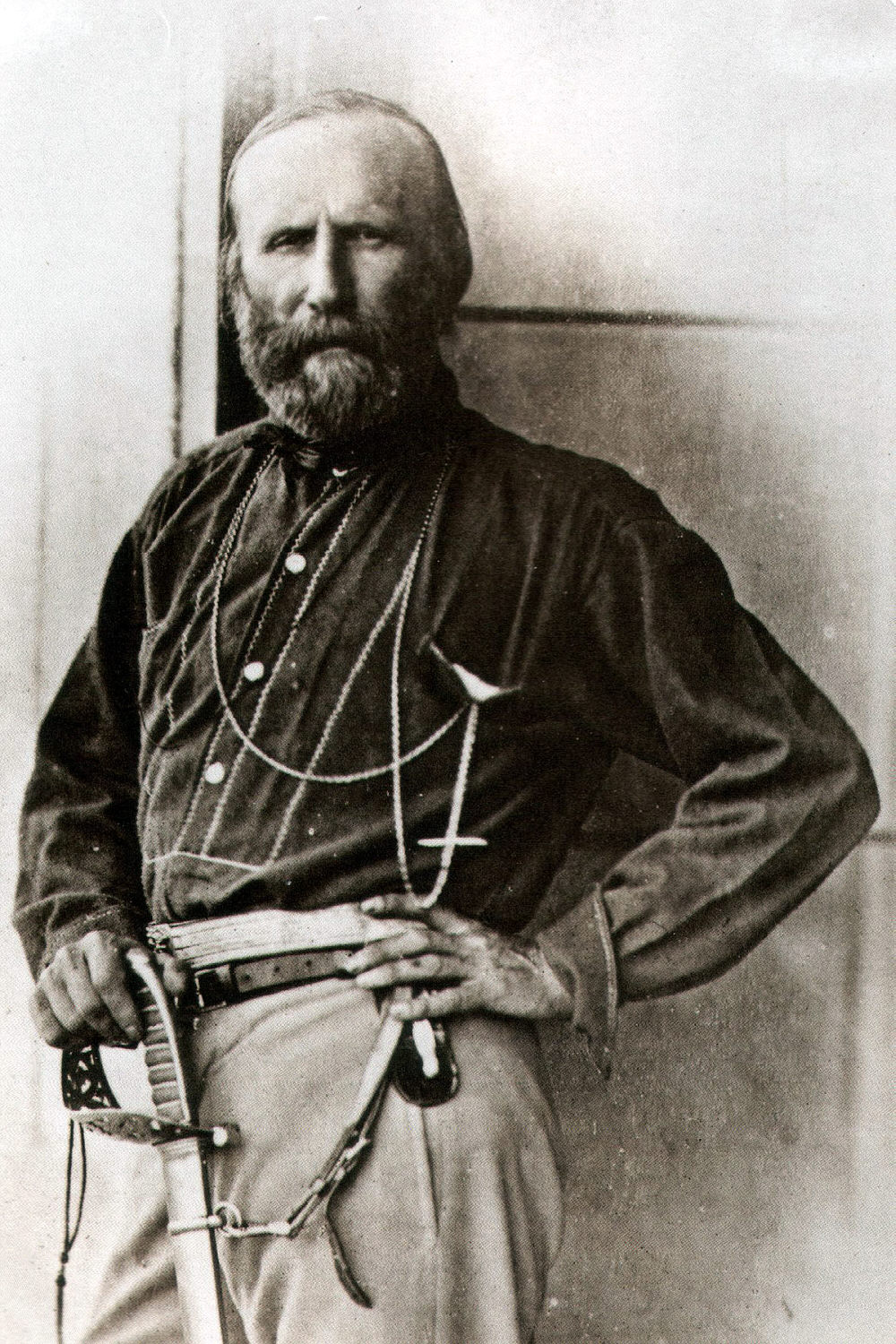
Garibaldi dittatore a Palermo, nel luglio 1860

Il 17 Francesco Crispi, ad Alcamo, venne nominato Primo Segretario di Stato. Il 2 giugno a Palermo furono nominati quattro segretari di stato e creati sei dicasteri. La gestione finanziaria di fatto fu affidata a Ippolito Nievo nominato vice-intendente generale. Tutti gli atti del Governo dello Stato di Sicilia non riconobbero alcuna legittimità al precedente regime, denominato ora "autorità borbonica", ora "Reame di Napoli", negli atti della Dittatura, a sottolinearne l'illegittimità di governo sulla Sicilia e, sulle prime, furono anche richiamati in vita i decreti del cessato Regno di Sicilia (1848-1849) come ad esempio l'organizzazione amministrativa basata sui "Distretti", a recuperare una legittimità per il nuovo governo. Rapidamente, però, i decreti del nuovo governo si muovevano nel segno del recepimento della legislazione sarda e del preordinamento all'annessione al nuovo stato italiano in formazione. Fu recuperata anche, in sostituzione del ducato napoletano, l'unità monetaria legale del Regno di Sicilia, l'onza siciliana.
Garibaldi nominava inoltre rappresentanti del Governo da lui istituito presso i governi di Londra, Parigi e Torino. Rappresentante presso il governo provvisorio da parte del Regno di Sardegna fu inviato il siciliano Giuseppe La Farina che a luglio fu costretto a dimettersi per disaccordi con Crispi e al suo posto Cavour inviò Agostino Depretis. Il 20 luglio Garibaldi nominava lo stesso Depretis "prodittattore", con l'esercizio di "tutti i poteri conferiti al Dittatore nei comuni della Sicilia". Questi promulgò immediatamente lo Statuto Albertino come legge fondamentale della Sicilia e impose a tutti gli impiegati pubblici il giuramento di fedeltà a Vittorio Emanuele II.
Il 14 settembre tuttavia Depretis si dimise, non avendo potuto convincere il generale all'annessione diretta della Sicilia al Regno di Sardegna. Da Napoli il 16 settembre Garibaldi emanò un decreto col quale "il Dittatore delega per suoi rappresentanti due Prodittatori, uno per le provincie continentali, l’altro per la Sicilia". E il 17 si insediò in Sicilia come prodittatore Antonio Mordini.

### L'annessione
Mordini restò oltre la conclusione del plebiscito d'annessione del 21 ottobre 1860, fino all'annessione nel costituendo Regno d'Italia il successivo 2 dicembre, quando i poteri furono passati ad una Luogotenenza provvisoria per le Province Siciliane e il Governo dello Stato di Sicilia cessò definitivamente. 
I risultati del plebiscito erano stati proclamati dal presidente della Corte suprema di giustizia Pasquale Calvi il 4 novembre. L'annessione allo Stato italiano fu poi ratificata dal Parlamento del Regno e il decreto pubblicato sulla Gazzetta ufficiale del Regno, n. 306 del 26 dicembre 1860.

## Il governo

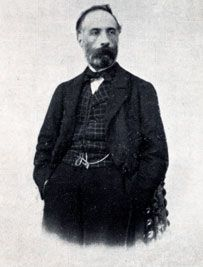
Francesco Crispi nel 1860, primo segretario di Stato.

### Capi dell'esecutivo
- Francesco Crispi (primo segretario di stato) (17 maggio - 27 giugno 1860)
- vacante (27 giugno - 18 luglio 1860)
- Giuseppe Sirtori (prodittatore) (18-22 luglio 1860)
- Agostino Depretis (prodittatore) (22 luglio - 14 settembre 1860)
- Antonio Mordini (prodittatore) (17 settembre - 2 dicembre 1860)

### I dicasteri

#### Primo governo
- Primo segretario di Stato Francesco Crispi
- della guerra e della marina Vincenzo Orsini (dal 13 giugno solo alla guerra),
- dell'interno Francesco Crispi (fino al 23 giugno e poi dal 3 agosto)
- delle finanze Francesco Crispi (dal 7 giugno Domenico Peranni)
- della giustizia Andrea Guarneri
- dell'istruzione pubblica e del culto Gregorio Ugdulena
- degli affari esteri e del commercio Casimiro Pisani
- lavori pubblici Giovanni Raffaele  (dal 7 giugno)
- marina siciliana Giuseppe Alessandro Piola Caselli (dal 13 giugno)

#### Sostituzioni
Poi seguirono diverse sostituzioni e integrazioni:
- Vincenzo Fardella di Torrearsa Segretario di stato alla presidenza del consiglio (17 - 23 giugno)
- Guerra: dal 17 luglio Giuseppe Sirtori, dal 26 luglio Giacomo Longo, dal 30 agosto interim di Giuseppe Paternò
- Lavori pubblici (dal 27 giugno Gaetano La Loggia con istruzione pubblica fino al 10 luglio)
- Antonio Scialoja alle finanze (dal 27 giugno Francesco Di Giovanni)
- Raffaele Conforti all'interno (dal 27 giugno Gaetano Daita, dall'8 luglio Giovanni Interdonato fino al 3 agosto
- Giuseppe Natoli esteri e commercio (dal 27 giugno) Gaetano La Loggia (dal 10 luglio)
- Michele Amari dell'istruzione e dei lavori pubblici (dal 10 luglio) poi, ad interim, degli esteri
- Giuseppe Pisanelli alla Giustizia (dal 27 giugno Filippo Santocanale, dal 10 luglio Vincenzo Errante)
- Luigi La Porta alla sicurezza pubblica (dal 27 giugno) Gaetano Sangiorgio(dal 17 luglio)
- Ottavio Lanza di Trabia Butera al culto (dal 27 giugno al 10 luglio)

#### Ultimo governo
Il 18 settembre, insieme alla nomina a prodittatore di Mordini viene insediato l'ultimo esecutivo:
- Finanza, Domenico Peranni,
- Lavori pubblici, Paolo Orlando.
- Culto ed Istruzione pubblica Gregorio Ugdulena.
- l'Interno Enrico Parisi, conservando il posto di Governatore di Trapani.
- Giustizia Pietro Scrofani, conservando l'ufficio di Presidente della Gran Corte dei Conti.
- Sicurezza pubblica, Giorgio Tamajo.
- Marina, il Commissario generale della Marina Giovanni Battista Fauché.
- Guerra, Nicola Fabrizi.
- Affari Esteri e Commercio, Domenico Piraino (dal 20 settembre gli affari esteri a Francesco Crispi).

## Attività legislativa

### Decreti

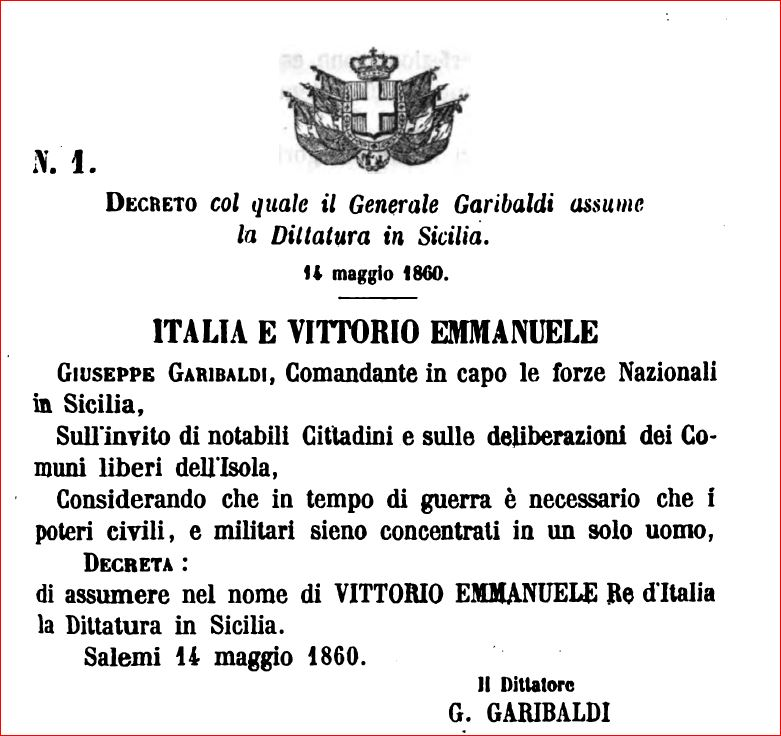
Decreto di assunzione della dittatura

I decreti emanati sono a firma del dittatore Garibaldi, "comandante in capo delle forze nazionali in Sicilia", e dal 2 giugno cofirmati dal segretario di Stato competente per dicastero. Dal 18 luglio emanati dai prodittatori.
- decreto n. 2 del 14 maggio,  stabiliva la formazione di una Milizia Nazionale, con una aliquota per il mantenimento dell'ordine pubblico;
- decreto n. 4 del 17 maggio, mise a capo di ciascuno dei 23 distretti della Sicilia un Governatore;
- decreto n. 5 del 17 maggio aboliva l'imposta sul macinato;
- decreto n. 7 del 18 maggio stabiliva che sarebbe stato un Consiglio di guerra a giudicare i reati commessi sia dai militari che dai civili;
- decreto n.12 del 28 maggio stabilì che i reati di furto, di omicidio e di saccheggio sarebbero stati puniti con la pena di morte.
- decreto n. 18 del 6 giugno stabiliva l'adozione da parte dello Stato dei figli dei morti per la patria,
- decreto n. 24 del 9 giugno col quale tutti i fondi di beneficenza venivano destinati a coloro che fossero stati particolarmente danneggiati dagli effetti della guerra;
- decreto n. 35 del 13 giugno aboliva il titolo di "Eccellenza" e il baciamano;
- decreto n. 43 del 17 giugno, imponeva alle navi siciliane di "innalzarsi la bandiera italiana, con al centro lo stemma della casa di Savoia".
- decreto n. 45 del 17 giugno sopprimeva le compagnie di Gesù e del S.S. Redentore;
- decreto n. 78 del 30 giugno, stabiliva le pene contro i persecutori degli agenti del governo borbonico;
- decreto n. 79 del 2 luglio, organico dell'Esercito Siciliano;
- decreto n. 81 del 5 luglio, organico della Marina militare siciliana;
- decreto n. 98 del 14 luglio, istituiva il "Corpo dei Carabinieri in Sicilia".
- decreto n. 140 del 3 agosto, col quale si adottava "per la Sicilia lo Statuto costituzionale vigente nel Regno d'Italia".

## Forze armate
Vennero costituite delle formazioni militari, in ordine:
- Milizia nazionale siciliana
- Esercito meridionale
- Marina militare siciliana
- Corpo dei Carabinieri di Sicilia

## La Luogotenenza nelle province siciliane
Il 1º dicembre 1860 Vittorio Emanuele II arrivò a Palermo ed il 2 dicembre il marchese Massimo Cordero di Montezemolo venne nominato "Luogotenente generale del re nelle province siciliane".

### Il Consiglio di Luogotenenza
Fu nominato anche un "Consiglio di luogotenenza". Il consiglio aveva tutti i poteri di governo su quei territori, escluso quelli agli Affari Esteri, e quelli della Guerra e della Marina, sempre detenuti dal governo centrale. Ancora dopo la proclamazione del Regno d'Italia, nel 1861, fu mantenuta la luogotenenza. 
Era composto dai Consiglieri di Luogotenenza: 
- Giuseppe La Farina, Consigliere di Stato e Deputato al Parlamento, al Dicastero dell'Interno e di Sicurezza pubblica;
- l'avvocato Matteo Raeli al Dicastero di Grazia e Giustizia;
- il cavaliere Filippo Cordova, Procuratore del Re presso la Gran Corte dei Conti, al Dicastero delle Finanze, Agricoltura e Commercio;
- Barone Casimiro Pisani al Dicastero della pubblica Istruzione;
- principe Romualdo Trigona di Sant'Elia, al Dicastero dei Lavori pubblici;
- il Vice governatore, barone Giacinto Tholosano di Valgrisanche, fu Segretario Generale della Luogotenenza.

Dal 7 gennaio 1861 furono sostituiti da: 
- marchese Vincenzo Fardella di Torrearsa al Dicastero dell'Istruzione pubblica (dal 14 gennaio alle Finanze, dal 20 febbraio sostituito dal conte Michele Amari, dal 8 marzo Enrico Pirajno barone di Mandralisca) e presidenza del consiglio;
- avvocato Filippo Orlando, Sostituto Procuratore Generale presso la gran Corte civile di Palermo, al Dicastero di Grazia e Giustizia (dal 20 febbraio avvocato Filippo Santocanale);
- Emerico Amari al Dicastero dell'Interno (dal 31 gennaio conte Michele Amari, dall'8 marzo Barone Nicolò Cusa);
- barone Nicolò Turrisi Colonna al Dicastero di Sicurezza pubblica (dal 31 gennaio generale Giacinto Carini);
- principe Romualdo Trigona di Sant'Elia al Dicastero dei Lavori pubblici;
- Salvatore Marchese all'Istruzione pubblica (dal 14 gennaio).

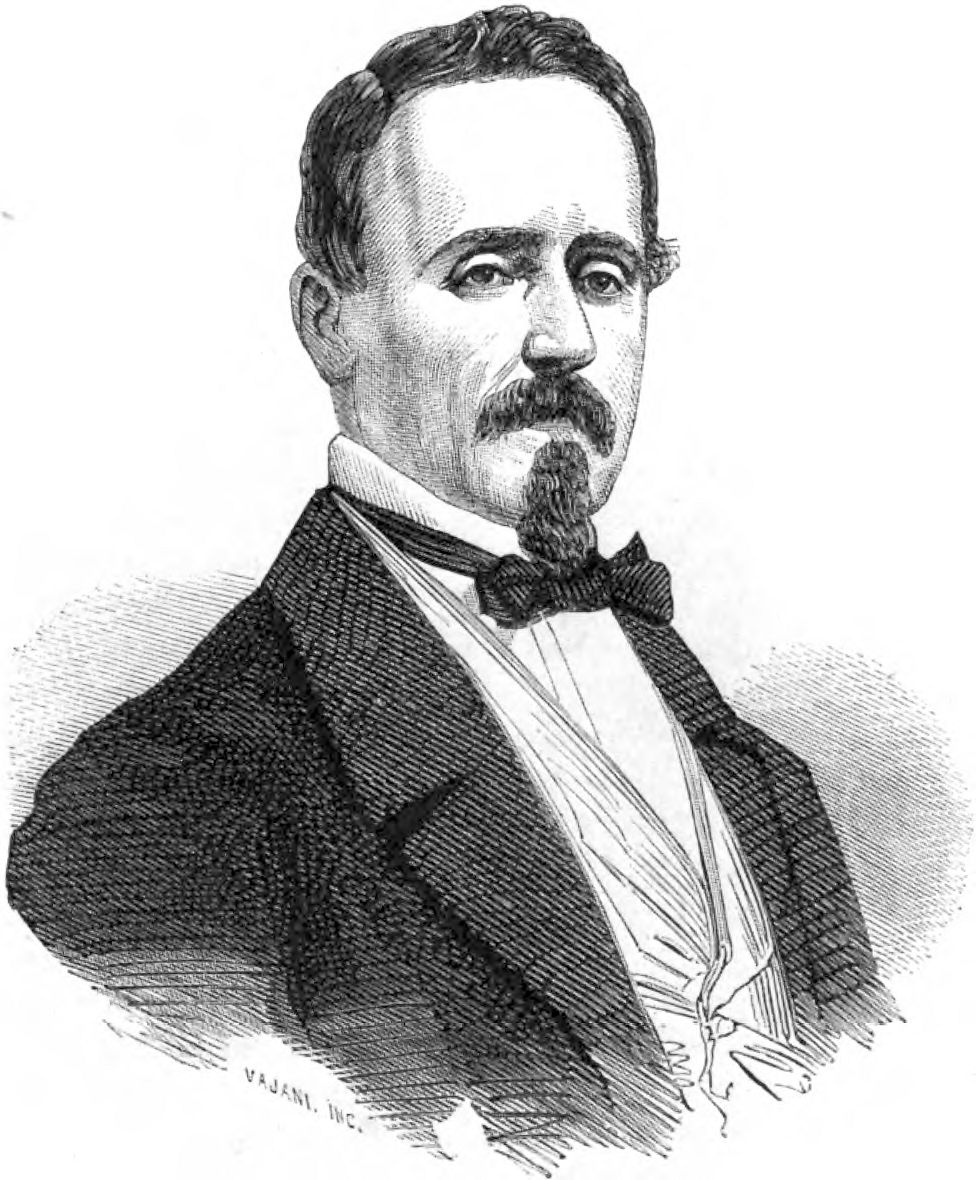
Il luogotenente generale Alessandro Della Rovere

Montezemolo il 14 aprile 1861 si dimise per motivi di salute e venne sostituito dal generale Alessandro Della Rovere, Intendente Generale dell'Armata che il 21 aprile nominò un nuovo consiglio di luogotenenza.
Segretari generali
- Dicastero di Grazia e Giustizia avvocato Paolino Maltese;
- Dicastero dell'Interno cavaliere Carlo Faraldo Intendente di prima classe, già in funzioni di Vice-Governatore a Nizza;
- Dicastero delle Finanze Gregorio Caccia, Avvocato Generale alla Gran Corte dei Conti;
- Dicastero d'Istruzione pubblica , Lavori pubblici e Agricoltura e Commercio il cavaliere Federico Napoli;
- Dicastero di Sicurezza pubblica Francesco Paolo Ciaccio.

Con un Regio Decreto del 20 agosto 1861 vennero "avocate al Governo centrale parte delle materie che prima appartenevano alla Luogotenenza Generale". Della Rovere, che mai era stato prima nell'isola, considerò la questione siciliana principalmente come problema di polizia, da risolvere come pubblica sicurezza.
Il 5 settembre dello stesso anno divenne Luogotenente generale il generale Ignazio De Genova di Pettinengo.
Il regio decreto n. 91 del 5 gennaio 1862 soppresse la "Luogotenenza generale di Sicilia". All'art. 4 veniva previsto che "Ogni anno sarà da Noi delegato un distinto Personaggio per rappresentarci in Palermo nelle funzioni della Nostra Apostolica Legazia e della Regia Monarchia nelle Provincie Siciliane".

### Luogotenenti generali del re
- Sen. Massimo Cordero di Montezemolo  (2 dicembre 1860 - 14 aprile 1861)
- Gen. Alessandro Della Rovere  (14 aprile - 5 settembre 1861)
- Gen. Ignazio De Genova di Pettinengo (5 settembre 1861 - 5 gennaio 1862)